# Mansilla+Tuñón Arquitectos

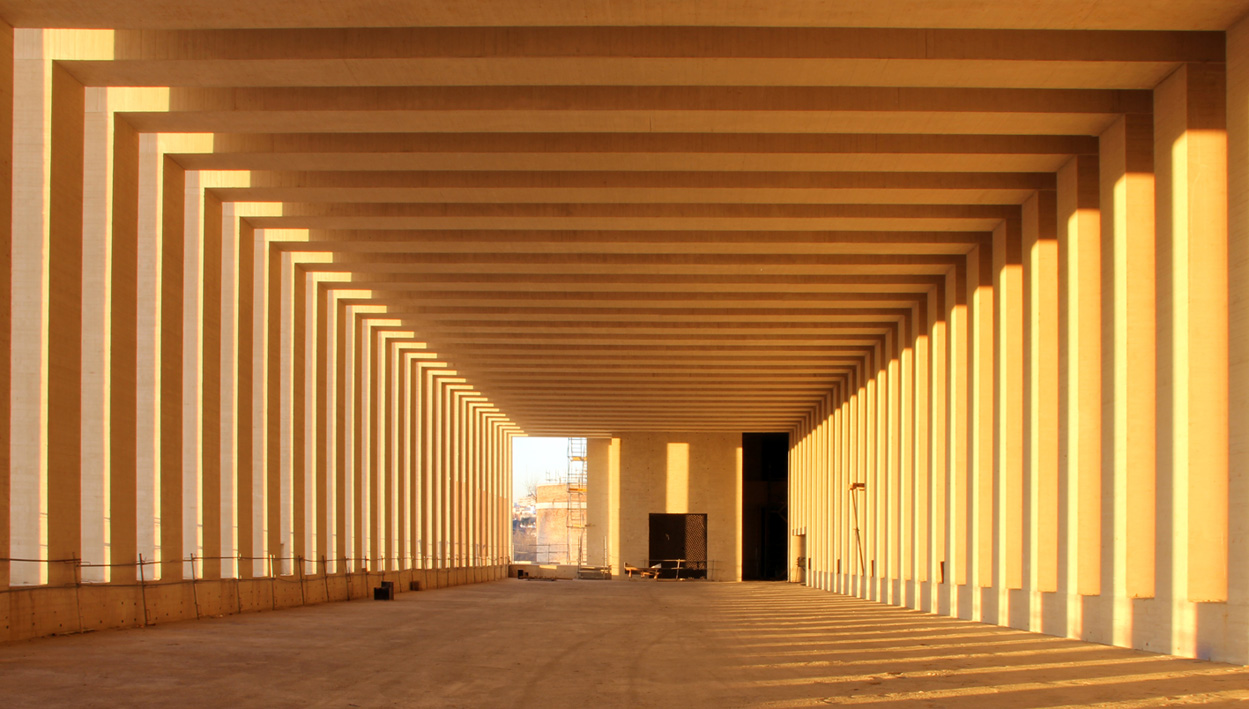
Museo de Colecciones Reales i Madrid

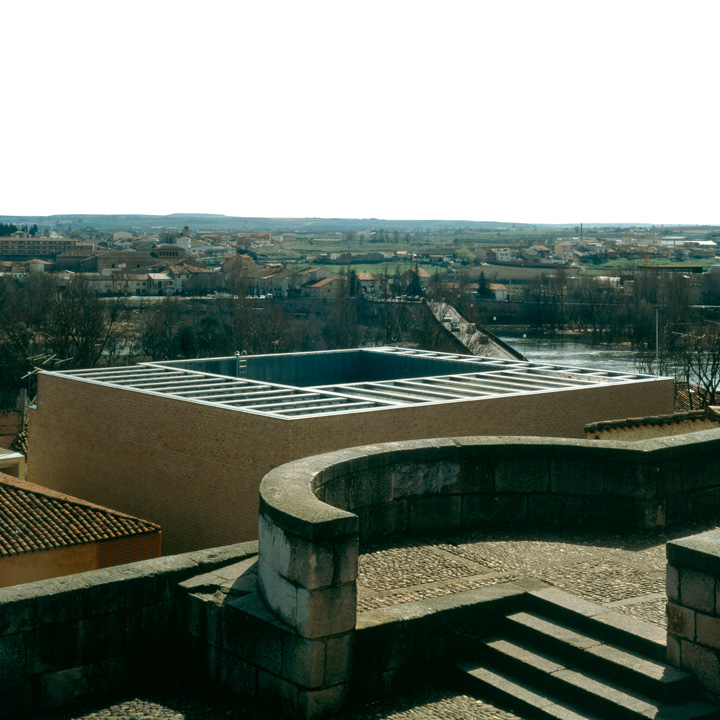
Museet i Zamora

Mansilla+Tuñón Arquitectos  är ett spanskt arkitektkontor, som grundades 1992 i Madrid av  Luis M. Mansilla  och Emilio Tuñón.
Mansilla+Tuñón Arquitectos fick Europeiska unionens pris för samtidsarkitektur 2007 för konstmiuseet i León i Spanien.

## Verk i urval
- Stadshuset i Lalin i Spanien (2010)
- Museo de Arte Contemporáneo de Castilla y León  (MUSAC) i León i Spanien (2004)
- Staden Leóns auditorium  (2002)
- Konstmuseet i Castellón de la Plana i Spanien (2000)
- San Fernando de Henares badhus i Madrid i Spanien  (1998)
- Regionalmuseum i Zamora i Spanien (1996)

## Fotogalleri

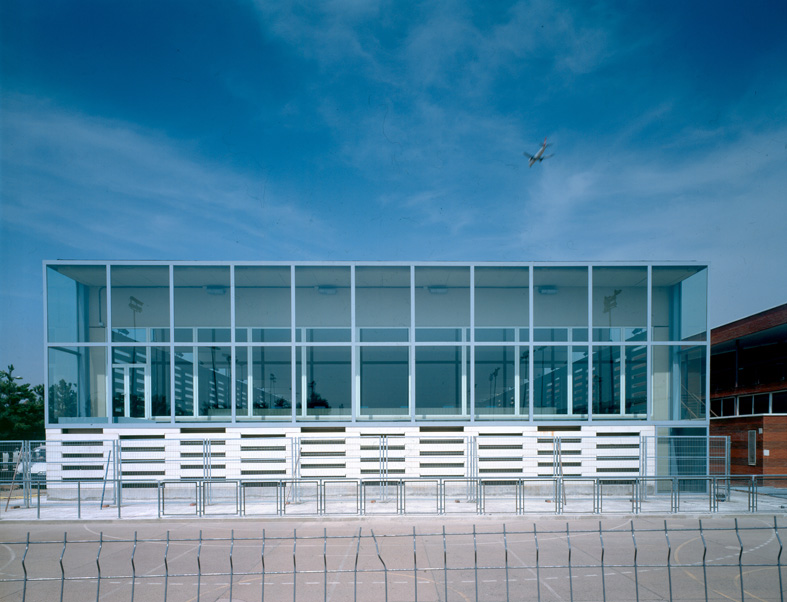
San Fernando de Henares badhus
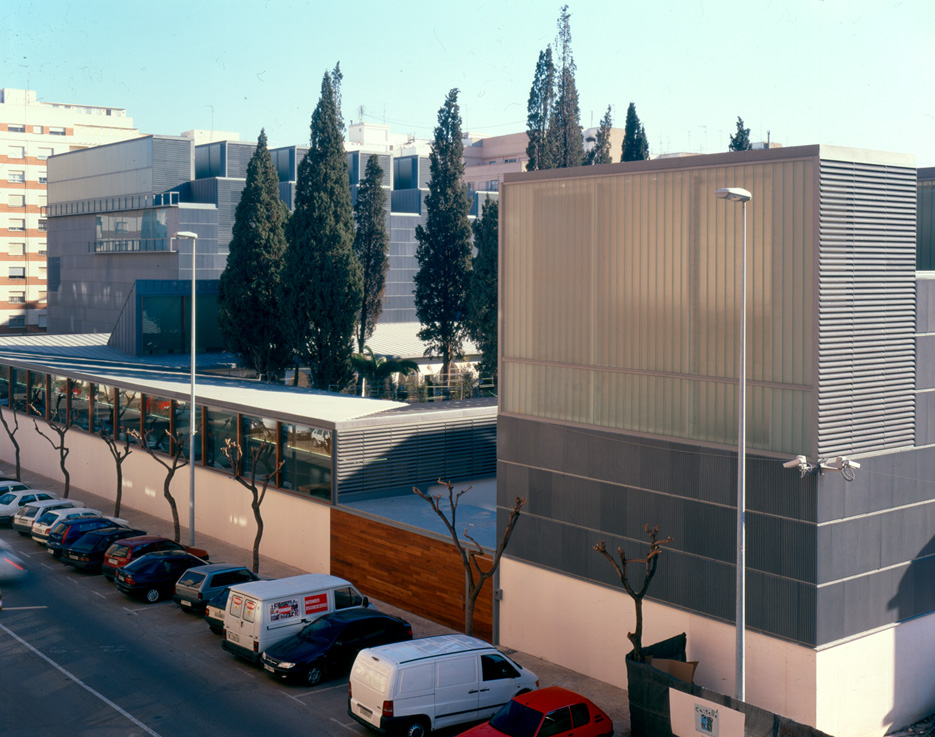
Konstmuseet i Castellón
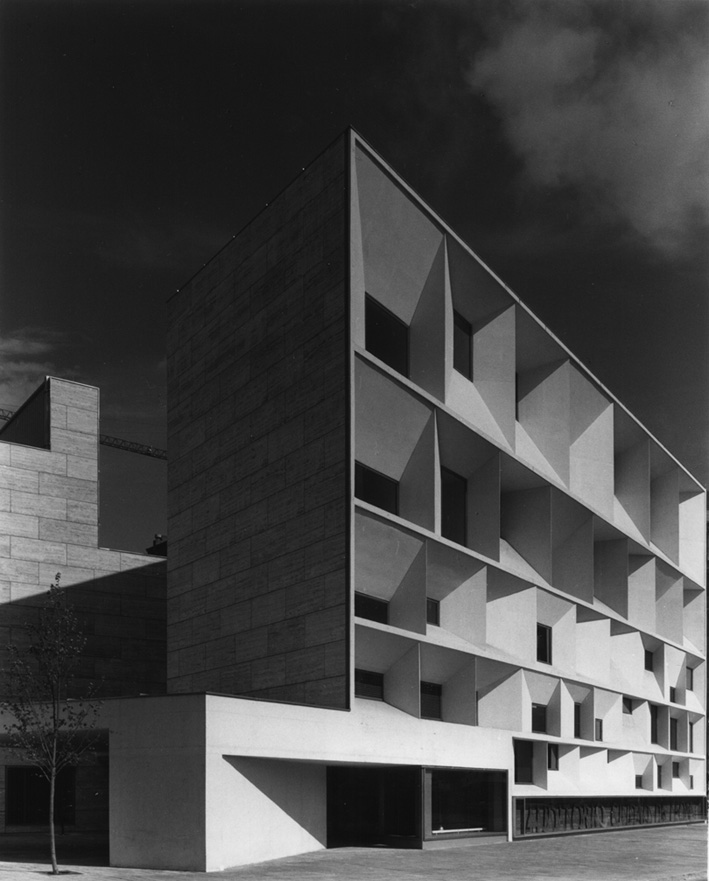
Ciudad de León Auditorium
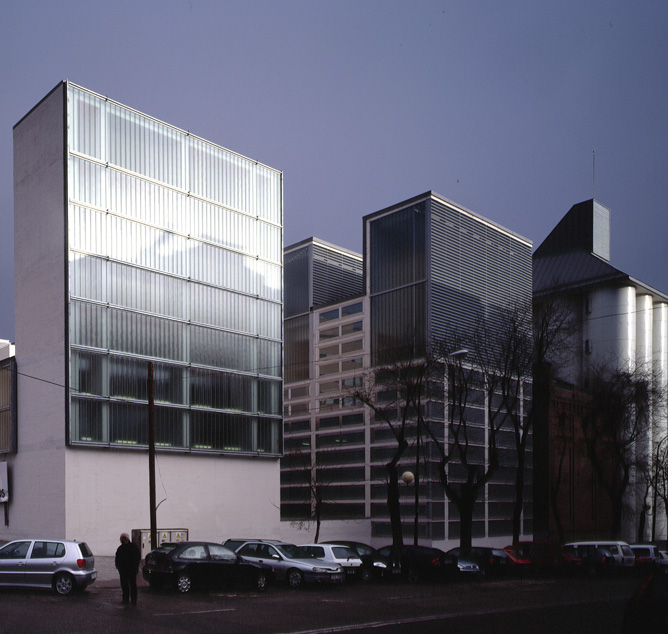
Joaquín Leguina Madrid Regionbibliotek och arkive
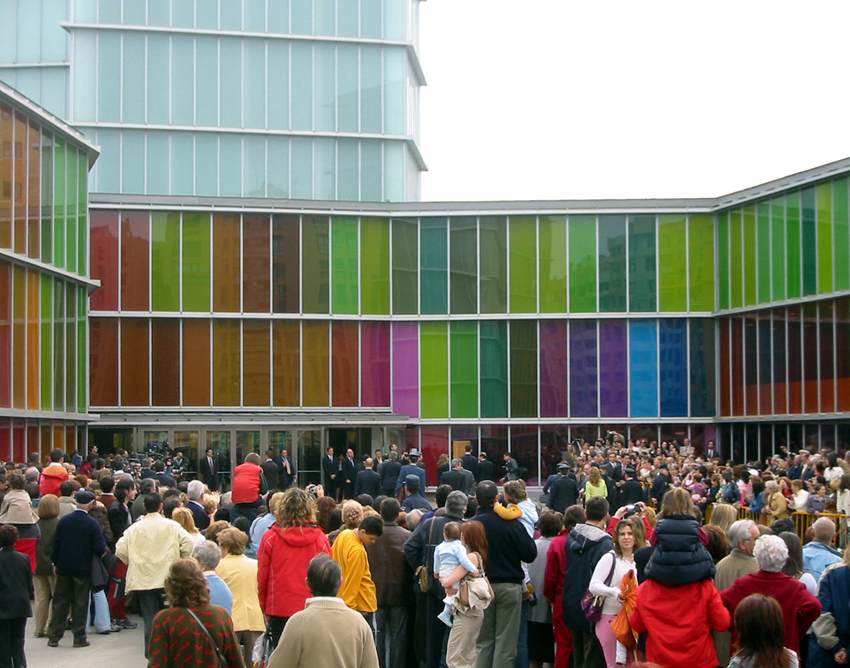
MUSAC i Léon
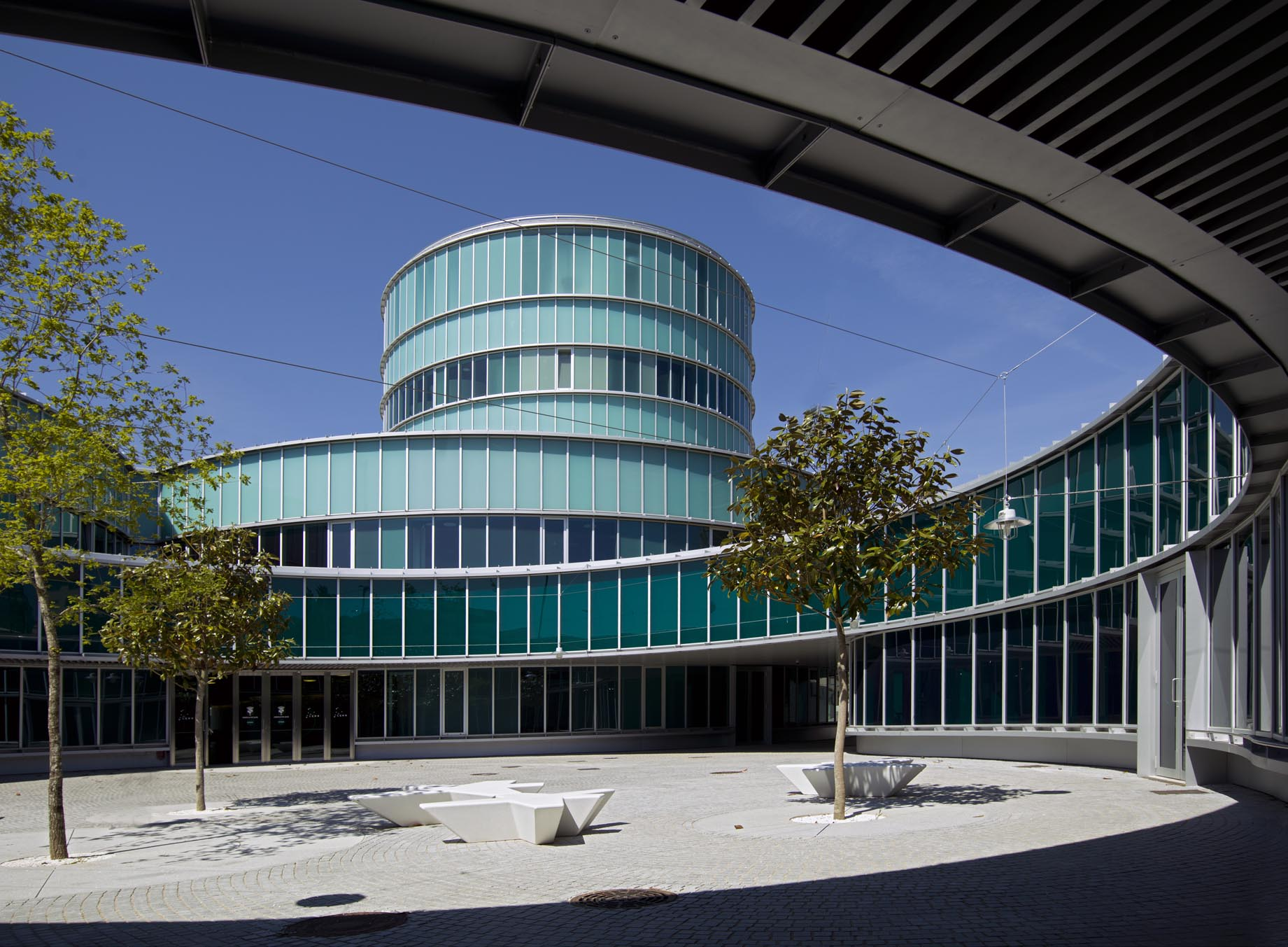
Stadshuset i Lalín